# كيفن كوريجان
كيفن كوريجان (بالإنجليزية: Kevin Corrigan)‏ مواليد 27 مارس 1969 في ذا برونكس، نيويورك، الولايات المتحدة، هو ممثل أمريكي بدأ مسيرته الفنية سنة 1989.

## الأعمال
- الأصدقاء الطيبون
- فتيان أشقياء
- قبلة الموت
- المغادرون
- سيء جدا
- رجل عصابة أمريكي
- بالتأكيد - ربما
- قطار الأناناس السريع
- غير قابل للإيقاف
- الأيام الثلاثة القادمة

## روابط خارجية
- كيفن كوريجان على موقع IMDb (الإنجليزية)
- كيفن كوريجان على موقع روتن توميتوز (الإنجليزية)
- كيفن كوريجان على موقع ألو سيني (الفرنسية)
- كيفن كوريجان على موقع ميوزك برينز (الإنجليزية)
- كيفن كوريجان على موقع تيرنر كلاسيك موفيز (الإنجليزية)
- كيفن كوريجان على موقع أول موفي (الإنجليزية)
- كيفن كوريجان على موقع قاعدة بيانات الأفلام السويدية (السويدية)
- كيفن كوريجان على موقع إن إن دي بي (الإنجليزية)
- كيفن كوريجان على موقع قاعدة بيانات الفيلم (الإنجليزية)
- كيفن كوريجان على موقع كينوبويسك (الروسية)